# Prealpes de Digne
Los Prealpes de Digne (en italiano, Prealpi di Digne, llamados también Prealpi Centrali di Provenza - Prealpes Centrales de Provenza) son un grupo montañoso perteneciente a los Alpes y Prealpes de Provenza. La cima principal es la Cheval Blanc que alcanza los 2.323 m s. n. m. Se encuentran en el departamento francés de los Alpes de Alta Provenza. Toman su nombre de la ciudad de Digne-les-Bains.

## Clasificación
Según la Partición de los Alpes del año 1926, este grupo alpino pertenecía a la sección alpina de los Alpes de Provenza. La literatura especializada francesa la considera como un macizo montañoso autónomo. Según la SOIUSA, los Prealpes de Digne son una subsección alpina a la que se atribuye la siguiente clasificación:
- Gran parte = Alpes occidentales
- Gran sector = Alpes del sudoeste
- Sección = Alpes y Prealpes de Provenza
- Subsección = Prealpes de Digne
- Código = I/A-3.II

## Delimitación
Girando en el sentido de las agujas del reloj, los límites geográficos son: Col de Maure, torrente Bès, río Bléone, Col de Chalufy, torrente Issole, río Verdon, lago de Sainte-Croix, meseta de Valensole, río Durance, torrente Blanche, Col de Maure.

## Subdivisión
Los Prealpes de Digne se subdividen en dos supergrupos, ocho grupos y 19 subgrupos:
- Cadena Cheval Blanc-Couard-Allier (A)[4]
  - Cadena  Cheval Blanc-Allier (A.1)
    - Grupo Boules-Carton-Côte Longue (A.1.a)
      - Cadena Boules-Carton (A.1.a/a)
      - Cadena Lachen-Côte Longue (A.1.a/b)

    - Grupo Cheval Blanc-Pompe-Meunier (A.1.b)
      - Cadena Cheval Blanc-Tournon (A.1.b/a)
      - Cadena Pompe-Blanche (A.1.b/b)
      - Cadena Séoune-Meumier (A.1.b/c)

    - Grupo Sapée-Allier (A.1.c)
    - Grupo Castellard-Aup (A.1.d)

  - Cadena Couard-Cousson (A.2)
    - Cresta Couard-Coupe (A.2.a)
    - Cresta del Cousson (A.2.b)

  - Cadena Mourre de Chanier-Sapée (A.3)
    - Grupo del  Mourre de Chanier (A.3.a)
    - Grupo Sapée-Vibres (A.3.b)

  - Cadena Montdenier-Barbi (A.4)
    - Grupo de Montdenier (A.4.a)
    - Grupo Barbin-Collet Barris (A.4.b)
- Cadena Monges-Cimettes (B)[5]
  - Cadena de las Cimettes (B.5)
    - Gruo del Grand Puy (B.5.a)
    - Grupo del Clot Ginoux (B.5.b)
    - Grupo Charbonnier-Seymuit (B.5.c)

  - Cadena Grande Gautière-Montserieux-Malaup (B.6)
    - Grupo de la Grande Gautière (B.6.a)
    - Cresta Montserieux-Malaup (B.6.b)

  - Cadena Monges-Trainon (B.7)
    - Grupo de los Monges (B.7.a)
    - Cresta Trainon-Dromont (B.7.b)

  - Cadena Géruen-Mélan (B.8)
    - Grupo Géruen-Bigue (B.8.a)
    - Grupo Mélan-Vaumuse (B.8.b)

Los dos supergrupos están separados por el curso del río Bléone y se encuentran, el primero, al sur de Digne-les-Bains y el segundo al norte.

## Cimas principales

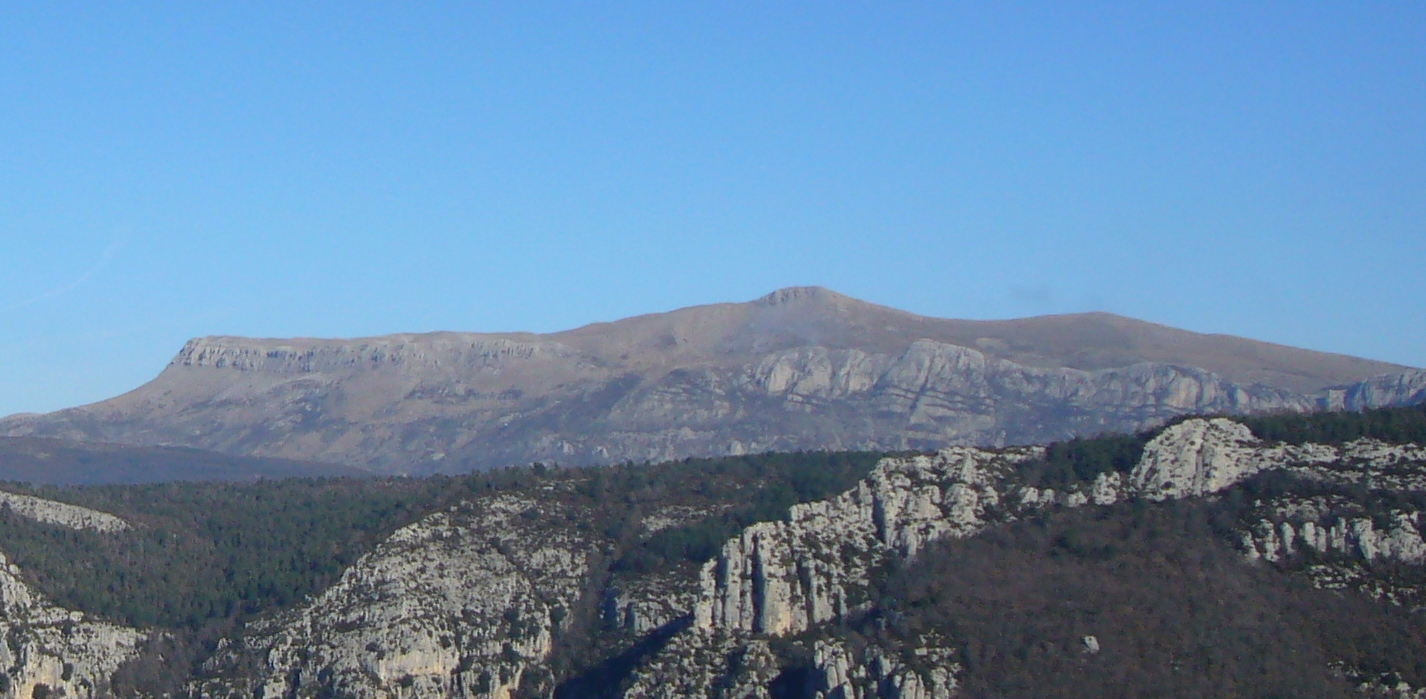
La Mourre de Chanier.

Las montañas principales pertenecientes a los Prealpes de Digne son:
- Cheval Blanc - 2.323 m
- Les Monges - 2.115 m
- Clot Ginoux - 2.112 m
- l'Oratoire - 2.071 m
- Tête Grosse - 2.032 m
- Laupie - 2.025 m
- Clos de Bouc - 1.962 m
- Montagne de Chine - 1.952 m
- Mourre de Chanier - 1.930 m
- Marzenc - 1.930 m
- Sommet de Nibles - 1.909 m
- Mont Chiran - 1.905 m
- Grand Mourre - 1.898 m
- Grande Cloche de Barles - 1.887 m
- Montagne de Jouere - 1.886 m
- Grande Gautière - 1.825 m